# ژوراولیخا
ژوراولیخا (به لاتین: Zhuravlikha) یک منطقهٔ مسکونی در روسیه است که در سرزمین آلتای واقع شده‌است.